# Jumala

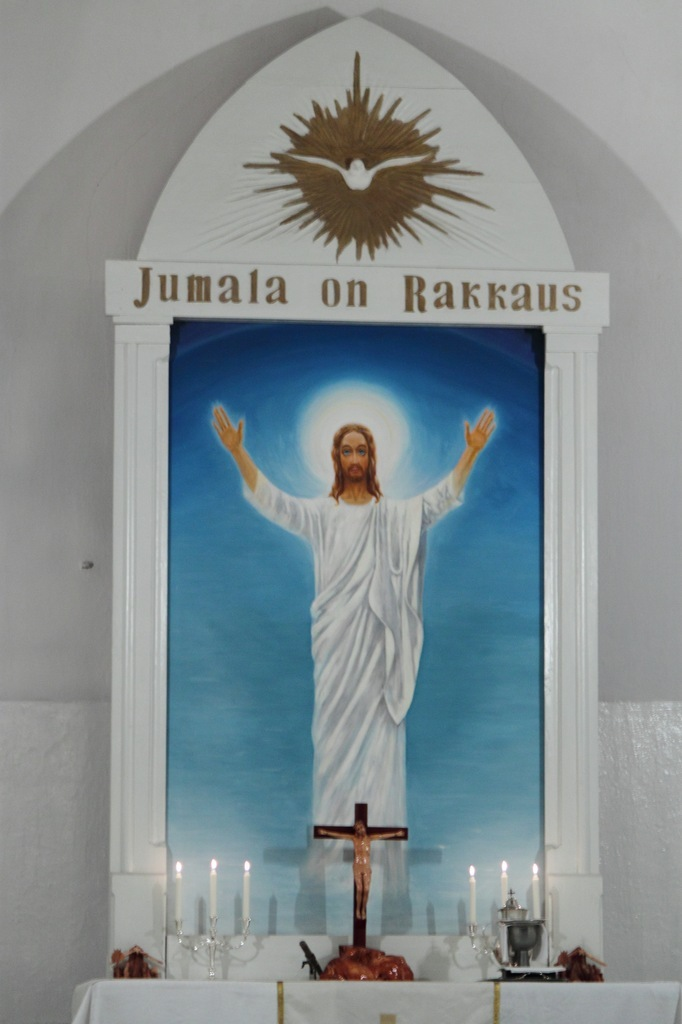

Jumala war die höchste Gottheit in der finnischen Mythologie. Sein Name bedeutet "der Himmlische". Es ist wenig über ihn bekannt, außer dass er der Schutzherr der Eiche war. Später wurde er von Ukko ersetzt, der auch einer der obersten Götter war, aber als Gottheit des Himmels und der Luft über den Regen bestimmen konnte.
Unter christlichem Einfluss wurde der Glaube an Ukko durch den Glauben an den biblischen Gott ersetzt, Jumala stand also seitdem für den christlichen Gott.